# Orlowski Balogh Edit
Orlowski Balogh Edit, névváltozat: Orlowski-Balogh Edit, Orlowska Edit (Topánfalva, 1933. 
november 7. – Kolozsvár, 1988. február 7.) erdélyi magyar szobrászművész.

## Életpályája
Topánfalván született, de a család, születése után nemsokára Aranyospolyánra költözött. Tordán járt iskolába, majd ipari technikumban porcelán szakos volt. 1952-1953-ban a kolozsvári Ion Andreescu Képzőművészeti Főiskolára járt. Tanulmányait 1954-ben Leningrádban folytatta a Repin Intézetben. 1958-ban hazatért, és a bukaresti Nicolae Grigorescu Művészeti Egyetemen fejezte be tanulmányait 1960-ban szobrász szakon. A Szovjetunióban megismerkedett a lengyel Orlowski Mieczyslaw egyetemi hallgatóval, akivel összeházasodott, és Romániában telepedtek le. Szobrászként 1969-ben debütált Bukarestben, de még abban az évben részt vett egy brüsszeli kiállításon is.
Az egyetem elvégzése után férjével Konstancán telepedett le, ahol bekapcsolódtak a város művészeti életébe. A Képzőművészek Szövetsége helyi kirendeltségének minden kiállításán szerepelt. A városban szabadtéri szobrai is vannak. Miután férje Nyugat-Németországba emigrált, visszaköltözött szüleihez Tordára. Részt vett a kolozsvári művészek szövetségének munkájában. Hogy eltarthassa fiát, munkáit a Képzőművészeti Alap üzleteiben értékesítette.  
A szobrok tervezésében fontos szerepet játszott nála a rajztanulmány. Ezek a rajzok önmagukban is művészi értéket képviselnek. Orlowski Balogh Edit az 1960–70-es években  az erdélyi művészet meghatározó személyisége volt.
Aranyospolyánban van eltemetve.

## Munkássága

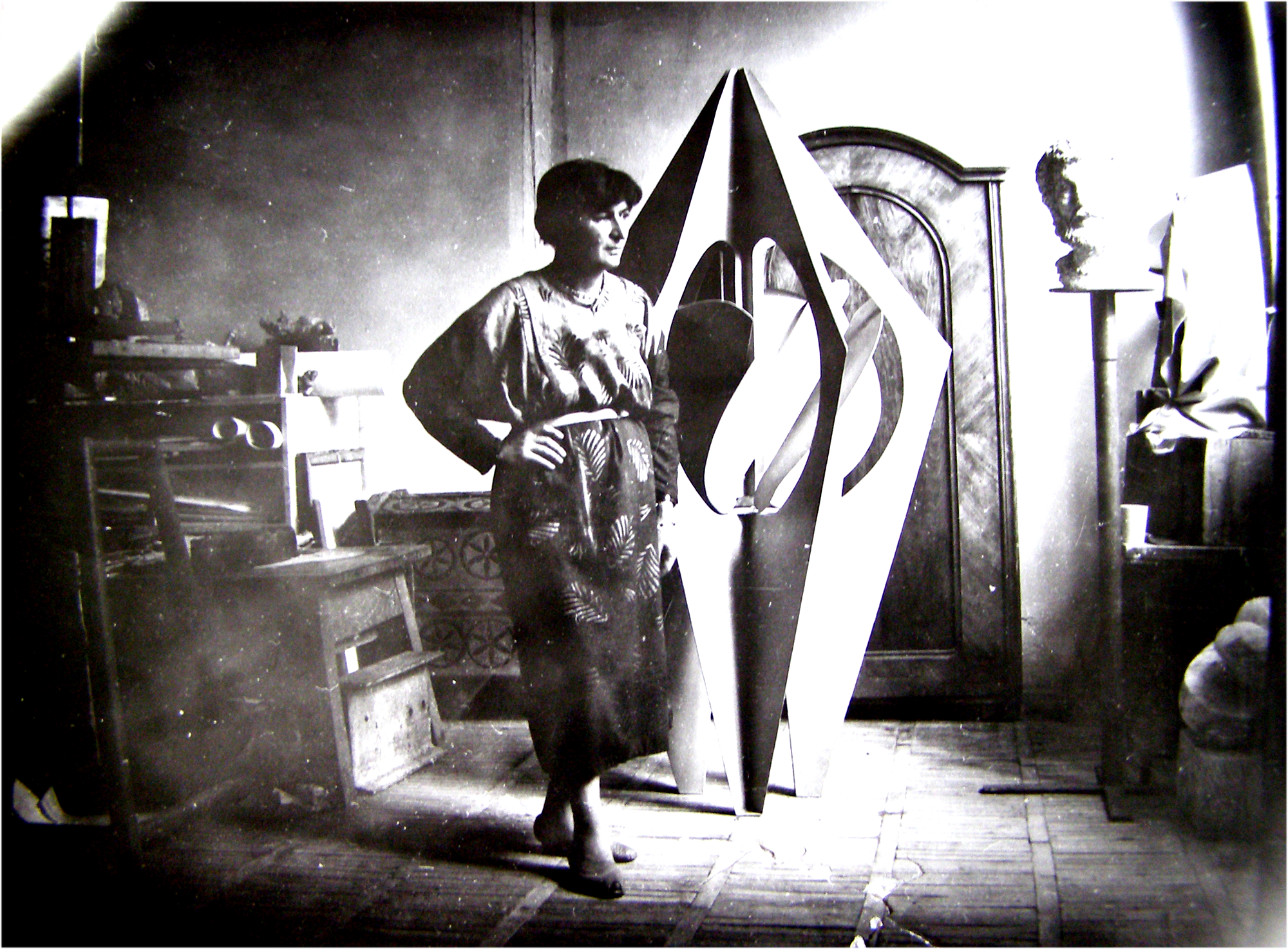
A műteremben

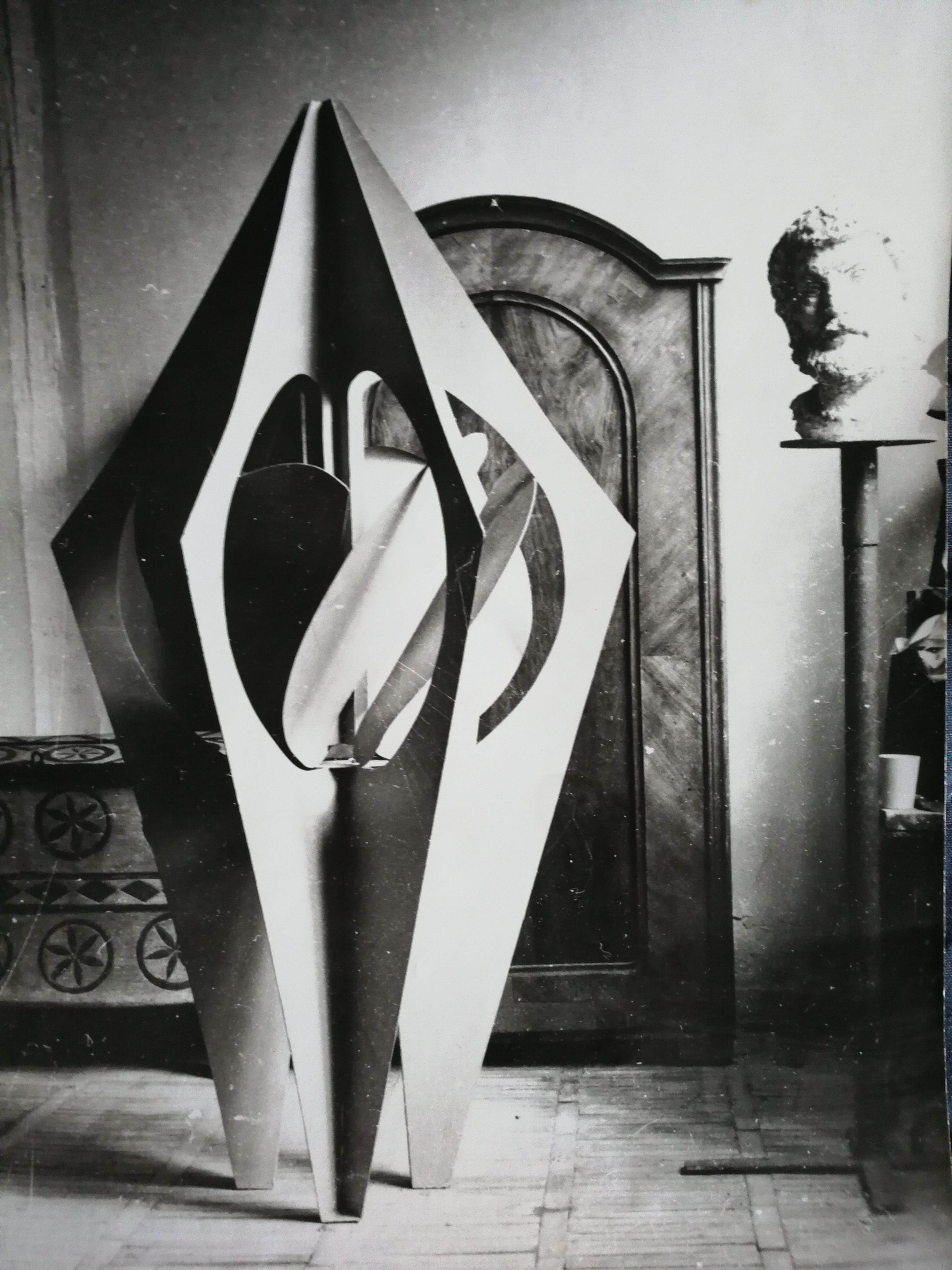
Kompozíció (jobb oldalt Szőcs Géza mellszobra)

### Tanulmányútjai
- Lengyelország, 1966
- Szovjetunió, 1970
- Német Demokratikus Köztársaság, 1973

### Csoportos kiállításai
- Konstanca, 1963–1975
- Bukarest, 1969, 1971
- Brüsszel, 1969
- Baku, 1971

Köztéri szobrai vannak Mangalián, Aranyosgyéresen, 
Konstancán. A  Măgurai Művészeti Táborban 1971-ben díjazott szobra, az Áthatolás 
című, ma is látható. Egyik legsikerültebb alkotása, a Béke a Székely Nemzeti Múzeumban található.